# Colle Galisia
Il Colle Galisia (2.987 m s.l.m. - Col de la Galise in francese) è un valico alpino delle Alpi Graie tra l'Italia e la Francia.

## Caratteristiche
Si trova tra la Valle dell'Orco e la Val-d'Isère.
Nelle Alpi Graie divide le Alpi di Lanzo e dell'Alta Moriana dalle Alpi della Grande Sassière e del Rutor.

## Fatti storici
Nel novembre del 1944 un gruppo di soldati inglesi, accompagnati da partigiani italiani, cercavano la libertà nella vicina Francia. Salendo al colle, furono colti da una grande tormenta di neve. Nella discesa sul versante francese vi morirono 41 persone  .